# Mario Sitri
Mario Sitri (ur. 29 stycznia 1936 w Livorno, zm. 3 sierpnia 2011 tamże) – włoski bokser, medalista mistrzostw Europy z 1957, olimpijczyk.

## Kariera w boksie amatorskim
Wystąpił w wadze koguciej (do 54 kg) na igrzyskach olimpijskich w 1956 w Melbourne, gdzie po wygraniu jednej walki przegrał w ćwierćfinale z Frederickiem Gilroyem z Irlandii i odpadł z turnieju.
Zdobył srebrny medal w wadze piórkowej (do 57 kg) na mistrzostwach Europy w 1957 w Pradze po wygraniu czterech walk (w tym z Jánem Zacharą z Czechosłowacji w eliminacjach i Kazimierzem Boczarskim w półfinale) i przegranej w finale z Dymityrem Welinowem z Bułgarii.
Był mistrzem Włoch w wadze koguciej w 1956 i w wadze piórkowej w 1957.

## Kariera w boksie zawodowym
Przeszedł na zawodowstwo w 1958. Stoczył 60 walk, z których wygrał 33 (9 przed czasem), przegrał 25 (3 przed czasem) i zremisował 2. Nie walczył o żaden istotny tytuł. Był zawodowym mistrzem Włoch w wadze koguciej i dwukrotnie w piórkowej, za każdym razem po kilka miesięcy. Ze znanych bokserów pokonali go Mimoun Ben Ali (w 1960), dwukrotnie Willi Quatuor (w 1961 i 1963), José Legrá (w 1965) i Johnny Famechon (w 1966). Zakończył karierę w 1968.